# Bukovanští z Bukovan

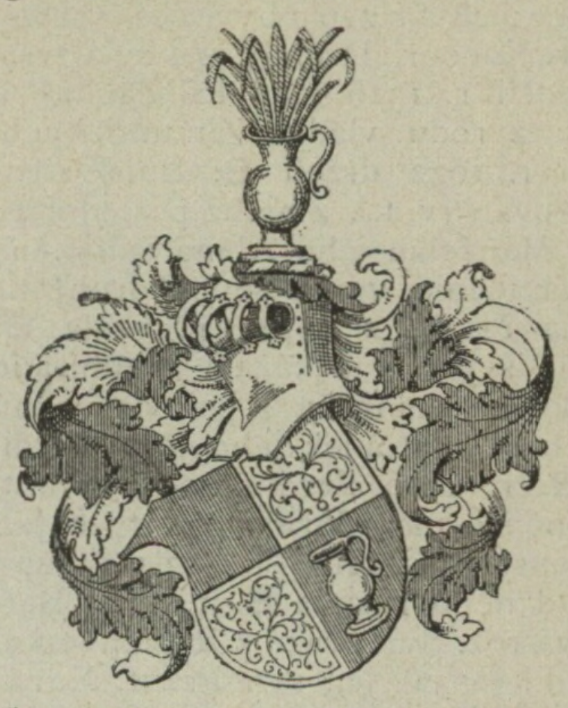
Erb Bukovanských z Bukovan

Bukovanští z Bukovan byli český vladycký rod.

## Historie
Konvici se říkalo pinta. Odtud bylo také jejich příjmení Pinta z Bukovan, kde sídlili na tamní tvrzi. Jejich předkové nosící na štítu konvici sídlili v Obděnicích, Mirovicích, Skvořeticích a jiných sídlech. Z rodu vladyků Obděnských pocházeli bratři Bohuslav, Oldřich a Sigmund Bukovanští Pintové z Bukovan, připomínaní už roku 1414. O jejich synech nic není známo. Uváděna je jen Kateřina z Kotouně, vdova po Sigmundovi. Zemřela před rokem 1476.
V roce 1481 koupil Jindřich Bukovanský Pinta z Bukovan obec Životice. Jan Bukovanský Pinta z Bukovan (1534–1571) držel kromě Bukovan Životice, Újezdec, Kraštice a Chraštičky a přikoupil roku 1547 Zbenice. Jeho manželkou byla Lidmila Nebílovská z Drahobuze. Jeho syn Přibík držel Zbynice za otcova hospodaření a v roce 1581 přikoupil Kozárovice, o tři roky později Nestrašovice, za další dva roky Těchničský Újezd. Se svojí manželkou Justýnou Vamberskou z Rohatce zplodil třináct dětí.
Nejdříve se mu narodil syn Jindřich, jenž byl pokřtěn na Zbynicích a kmotrem mu byl Blažej Angelik, měšťan z Březnice. Jindřich byl znám jako rváč a voják. Padl roku 1596 u Egeru v bojích s Turky. Přibíka, který zemřel roku 1601, přežilo šest synů a dcery. Nejznámější je Johanka, manželka Viléma Chanovského z Dlouhévsi a Regina – manželka Václava staršího Vratislava z Mitrovic. Jan, nejstarší Přibíkův syn, jenž ho přežil, dostal při bratrském dělení roku 1601 část Bukovan, přikoupil roku 1604 část Lešetic, a skrze svou manželku Elišku Smrčkovou z Mnichu (ovdovělou roku 1609 a zemřelou roku 1628) byl ve spoludržení statku Krašovic. Roku 1610 byl komisařem při obraně českých stavů a ke sklonku svého života byl místopísařem. Nemajíc děti, odkázal Bukovany, Zahrádku, Řeteč své manželce a zemřel roku 1619. Jeho bratr Adam koupil roku 1609 statek Suchomasty a roku 1620 ves Radouš, což mu bylo oboje roku 1622 zkonfiskováno. Žil ještě roku 1624. Jaroslav třetí bratr dostal Řeteč, kterou pak připustil Janovi, a koupil roku 1616 Žihobce. Roku 1622 byl odsouzen kvůli podpoře stavovského povstání a byl mu zabaven majetek.
Čtvrtý bratr Zikmund se po roce 1616 nepřipomíná. Pátý bratr Václav byl roku 1622 osvobozen od pokuty a po smrti Elišky Bukovanské Pintové z Bukovan se uchýlil do Bukovan. Byl c. k. radou a zemřel roku 1632. Jeho manželka Aléna Saloména Černínová z Chudenic dědila bukovanský statek, neboť šestý bratr Jan zemřel ještě před Václavem a nebylo tudíž mužského potomka z Přibíkovy pošlosti, který by byl Bukovany dědil. Václav měl dcery Maxmiliánu Alžbětu, jejím manželem byl Jiří Václav Černín z Chudenic, zemřel roku 1687. Další dcera se jmenovala Anna Lidmila, která zdědila roku 1644 statek Chlumín a ten odkázala svému manželovi Kašparu Zdeňkovi Kaplíři ze Sulevic. Ten zemřel v roce 1646. Z jiné zchudlé linie pocházel Václav, který zemřel roku 1548 a jeho synové Havel a Jiří. Jejich potomci byli bezpochyby pozdější Bukovanští Pintové z Bukovan, jako Jaroslav Ignác (1677), Maxmilián (1678), František Václav (1721) a bratři František Karel a Jan Antonín (1764). František Karel držel statek Horní Těšov, který po něm převzaly roku 1799 jeho děti Jan Jáchym, Antonie a Inocencie, ale roku 1801 jej prodali. O jejich potomstvu není známo nic.

## Erb
Erbem rodu byl štít křížem rozdělený na čtyři pole, v prvním a čtvrtém poli byla stříbrná konvice, ostatní pole byla stříbrná, klenotem byla stříbrná konvice s kytkou (chocholem).